# Ludwig Lachmann
Ludwig Lachmann (ur. 1906, zm. 1990) – ekonomista niemiecki pracujący w ramach austriackiej szkoły ekonomicznej, w której wyróżniał się skrajnie subiektywistycznym podejściem metodologicznym. Przeciwstawiał się pojęciu równowagi rynkowej jako kluczowej koncepcji ekonomicznej. Był zdania, że rzeczywistość gospodarcza jest w o wiele większym stopniu niepewna i nieprzewidywalna, niż skłonni są przyznać przedstawiciele głównego nurtu ekonomii.